# 楠木氏

楠木氏的家纹“菊水”

楠木氏（日语：／ Kusunokishi */?），亦可简称为“楠氏”，是日本古代河内国的一支豪族，本姓橘氏或橘氏的分支越智氏（伊予橘氏）。楠木氏曾参与建武中兴，在日本南北朝时代是南朝的忠臣，被后代尊为武神的南朝忠臣楠木正成即楠木氏的一员。
楠木正成最初被北朝室町幕府以及朝廷指为逆贼，但随《太平記》的流传，在日本战国时代前后，对楠木正成的同情声音也逐渐增多。日本战国时代，在自称楠木正成后裔的楠木正虎的活动下，朝廷免去了楠木正成的朝敌称号。

## 伊势楠木氏
伊势楠木氏是由兵败逃到伊势国的楠木正成曾孙楠木正顯开创的一支楠木氏支系，1586年伊势楠木氏当主楠木盛信在小牧长久手之战中战死，伊势楠木氏嫡流断绝。伊势楠木氏曾有一支庶流迁居到今天的三重县鈴鹿市神户（非今属兵库县的神户）一带，改姓木俣氏。这一支庶流在江户时代成为彦根藩的家老，一直延续到明治时代，曾在明治时代获封男爵。